# Pedro Carbo
Pedro José Carbo y Noboa (Guayaquil, 19 de marzo de 1813-Guayaquil, 24 de diciembre de 1894) fue un político, diplomático, escritor y terrateniente ecuatoriano.Su larga vida es testimonio de todo el siglo XIX desde la Independencia del Ecuador, la Revolución marcista, la Guerra civil ecuatoriana de 1859-1860 y los inicios de la Revolución liberal de Ecuador. Es uno de los políticos más importantes de este siglo y dejó su legado siendo líder del Partido Liberal Radical Ecuatoriano, impulsando el laicismo y la separación de poderes en la república. Escribió numerosos ensayos y tradujo importantes obras políticas que buscaban reformar la educación, la cultura y la religión.

## Biografía

### Primeros años
Hijo del coronel y terrateniente José Carbo Unzueta y de la Sra. Josefa Noboa y Arteta el 19 de marzo de 1813, el día que en la iglesia católica se recuerda a San Pedro Celestino por lo que en el bautismo realizado el 21 en la Catedral tomaría su nombre. Sería en ese momento apadrinado por sus tíos Gaspar de Santisteban Ruiz Cano y Luisa Noboa Arteta. 
Sería hijo del segundo matrimonio de José Carbo Unzueta con Josefa Noboa.

### Estudios
Estudió en Guayaquil hasta su juventud y acompañó al Dr. Vicente Rocafuerte a México en calidad de secretario. En 1833 volvió a Guayaquil e inmediatamente comenzó a figurar en la vida pública del país. En 1835, al caer del poder Juan José Flores y en el gobierno del Dr. Vicente Rocafuerte fue llamado para desempeñar el cargo de Oficial Mayor del Ministerio del Interior y Relaciones Exteriores, más tarde fue nombrado Secretario de la Comisión Codificadora y enviado como Secretario de la Legación Ecuatoriana ante el gobierno de República de la Nueva Granada, donde además actuó como Encargado de Negocios. Posteriormente viajó a Perú donde desempeñaría los mismos cargos.

### Carrera política
En 1845, cuando la Revolución Marcista puso fin a 15 años de dominación floreana, fue nombrado Ministro General del Gobierno Provisional, además de ser uno de los comisionados por el Gobierno de Guayaquil para tratar con el general Juan José Flores los términos bajo los cuales se firmó el Tratado de la Virginia. Ese mismo año asistió como diputado por la Provincia del Guayas a la Asamblea Constituyente que se reunió en Cuenca, y más tarde concurrió también a varios Congresos en representación de las provincias del Guayas, Pichincha y Chimborazo.
Entre 1862 y 1864 fue Presidente del Consejo Municipal de Guayaquil.
En este puesto fundó la Biblioteca Municipal de Guayaquil.
En 1864 fue propuesta su candidatura a la presidencia en las elecciones a celebrarse en 1865, pero dado el fraccionamiento político prefirió desistir y empezó a atacar duramente al régimen del presidente Gabriel García Moreno, razón por la cual fue obligado a exiliarse en París regresando en 1865 durante el gobierno del presidente Jerónimo Carrión.
En 1867, fue elegido Presidente de la Cámara del Senado.
En 1869 fue desterrado a Lima por orden de Gabriel García Moreno que había subido al poder como dictador al derrocar al presidente Javier Espinosa y Espinosa en un golpe de Estado.
Permaneció exiliado en París hasta la muerte de Gabriel Garcia Moreno en 1875. Regresó al Ecuador haciendo escala en Nueva York, Filadelfia y Panamá. Llegado a Guayaquil fue nombrado Ministro General del general Ignacio de Veintemilla que había liderado la revolución que lo llevó al poder.
En este puesto decretó la libertad de estudios y asistió como diputado por la Provincia del Guayas a la Asamblea Constituyente que se reunió en Ambato en 1878.
En 1882 el presidente Ignacio de Veintemilla lo desterró nuevamente a Lima acusado de conspirar contra el régimen. Allí permaneció hasta que en la guerra civil ecuatoriana de 1882-1883, los ejércitos restauradores expulsaron a Veintemilla del país quién se había auto proclamado dictador volviendo Pedro Carbo a Guayaquil.

### Junta Universitaria del Guayas

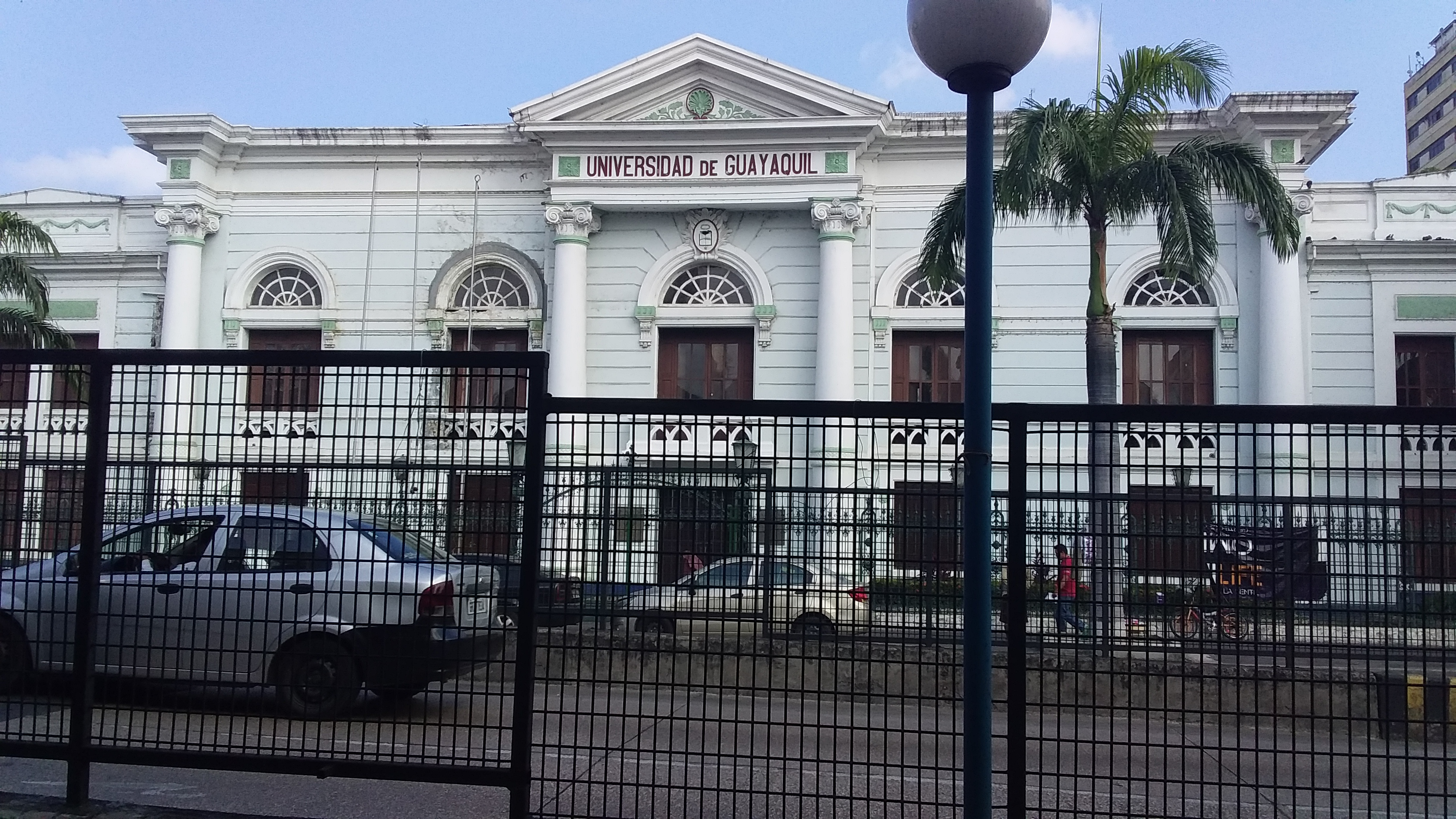
Casona Universitaria Pedro Carbo

De todas estas obras sin embargo, destacan sobre todo su labor educativa que se encarnan tanto en la Universidad de Guayaquil, la más grande de Ecuador y la biblioteca de Guayaquil. Ambas instituciones históricas de esta ciudad.
Pedro Carbo, en calidad de presidente del Senado, decretó el 15 de octubre de 1867 la creación de la Junta Universitaria del Guayas ante la creciente demanda de una universidad formal. La Junta Universitaria se instaló el 1 de diciembre de ese mismo año; esta fecha en la actualidad es considerada como el aniversario de la universidad debido a que a partir de este día se pudo otorgar títulos por propia cuenta. Finalmente el 18 de septiembre de 1868, un año más tarde, empezó oficialmente su vida institucional con la carrera de Derecho.
Debido a conflictos políticos y facciones centralistas en el poder, la Junta Universitaria estuvo varias veces al borde de la desaparición definitiva. Sin embargo, en 1877 una Ley de Instrucción Pública volvió a establecer a la Junta y la definió con dos carreras: Derecho y Medicina. El 7 de noviembre de aquel año, se instalaron formalmente la "Facultad de Jurisprudencia" y la "Facultad de Medicina y Farmacia".

### Jefe Supremo del Guayas

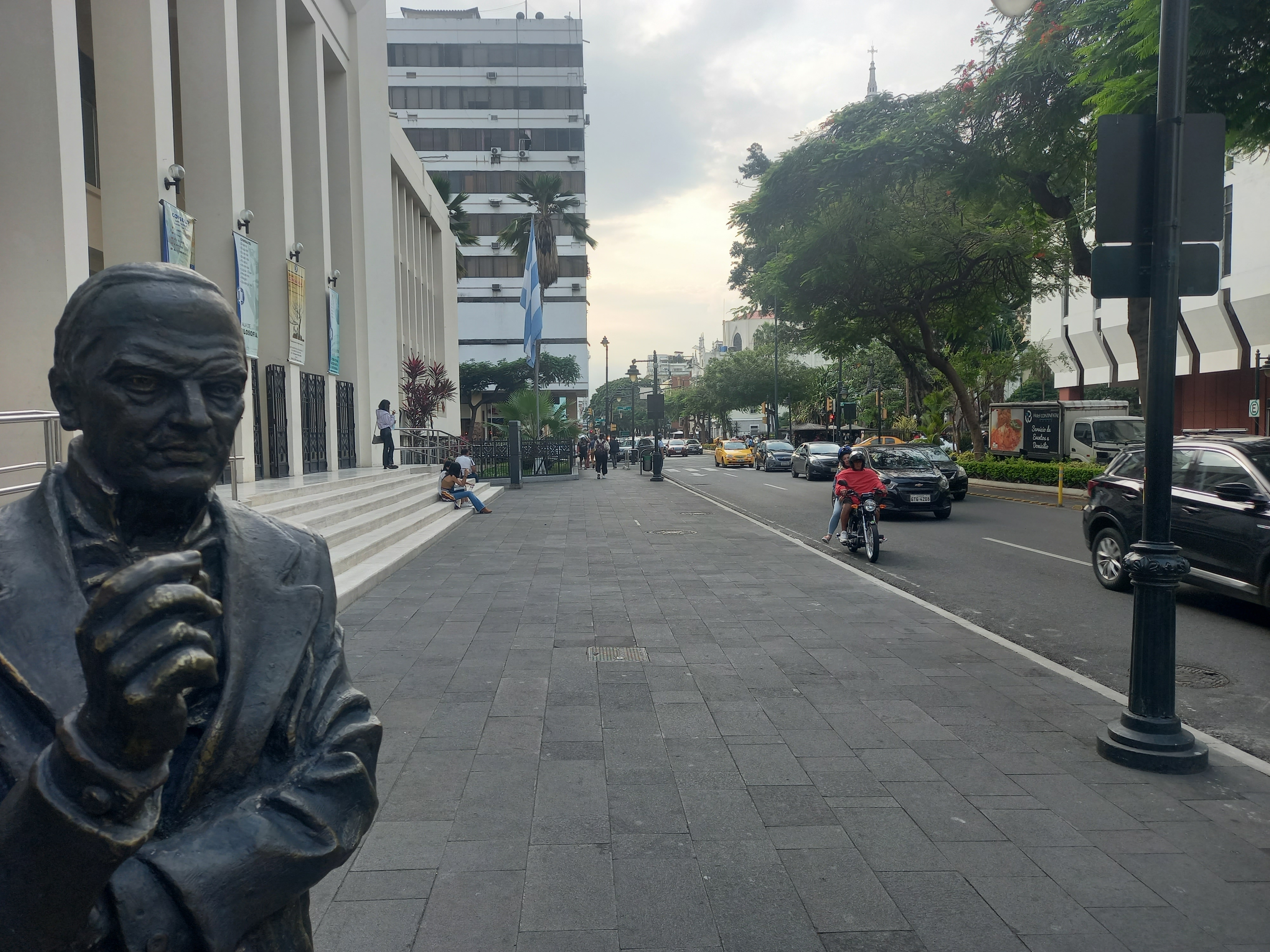
Monumento a Carbo en la calle Diez de Agosto de Guayaquil

Habiendo sido elegido Jefe Supremo del Guayas en el año de 1883 desde el 25 de julio expidió una serie de decretos para beneficio de los guayaquileños.
- Organiza la Policía de orden y seguridad.
- Crea la Escuela Náutica.
- Crea el empleo de Ingeniero Civil de la Provincia (que tenía como función ocuparse de la remoción de los bajos del río Guayas que obstruyen la navegación).
- Crea el empleo de Director de obras de la Provincia (que tenía como fin mejorar la condiciones higiénicas).
- Funda la Universidad de Guayaquil.
- Crea el Cantón Olmedo.
- Dispone al Tesoro público que contribuya con 5000 pesos para los gastos de la estatua a la memoria de José Joaquín de Olmedo
- Establece una oficina de estadística.

### Últimos años
Pedro Carbo murió en su ciudad natal, Guayaquil, el 24 de diciembre de 1894, después de una larga carrera política que se extendió desde los años de la Independencia, pasando por la guerra civil hasta un año antes de la Revolución liberal de Ecuador.
Al final de su vida se recuerdan sus obras y su persona de la siguiente manera:

Fue un patriarca como no ha existido otro en Guayaquil. Querido y respetado por la dulzura de su carácter, solidez de sus principios republicanos, profundidad de sus ideas y avanzadas concepciones políticas que lo ubicaron desde 1862 entre los repúblicos más progresistas y civilizados del Sudamérica.

Sobre él diría el importante historiador Camilo Destruge:

Figuró don Pedro Carbo no solo entre los ciudadanos más notables del Ecuador, sino entre los repúblicos más distinguidos de nuestra América. Diéronle derecho a ocupar tan honroso puesto los importantes servicios prestados a la patria durante medio siglo, su vasta ilustración, sus ideas francamente liberales y, por lo mismo, sinceramente progresistas en la acepción más alta de la palabra, y sus principios bien definidos, sin las exaltaciones y exageraciones extremistas con que se falsea y corrompe una doctrina.
Camilo Destruge

## Obras

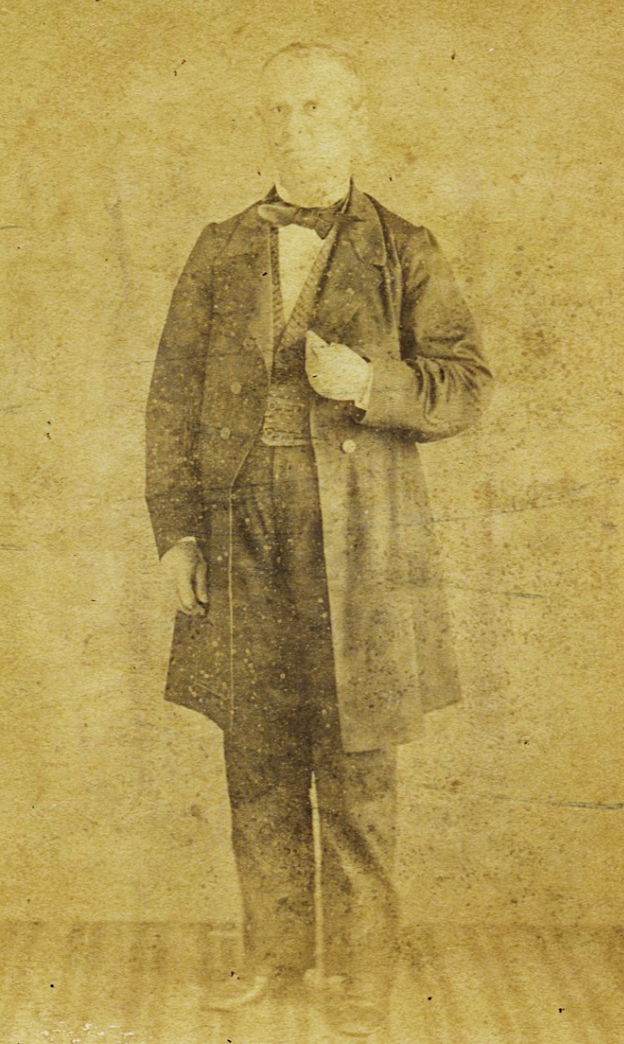
Pedro Carbo retrato de estudio, 1860-1870 aproximadamente

Fue una persona que se preocupó por la modernización de Ecuador y la difusión de valores republicanos que tenían como objetivo crear ciudadanos que respeten las leyes y puedan convivir pacíficamente en un Estado laico. Para ello destacó como ensayista donde estructuró sus ideas, las resumió y comunicó de la manera más práctica para llegar a la mayor cantidad de personas. De la misma manera también tradujo importantes obras tanto del idioma francés como del idioma inglés. Editó además el Compendio Histórico de la Provincia de Guayaquil por Jacinto Morán de Butrón que narra la historia de esta región de Ecuador. Algo que complementó con su escrito "Memoria sobre el Río y el Puerto de Guayaquil".

### Ensayos
- La República y la Iglesia (1863). 66 pp
- La Cuestión de Libros y Otras Cuestiones (1868). 104 pp
- Ecuatorianos Ilustres (1874). 40 pp
- Páginas de la Historia del Ecuador (1878). 62 pp
- Biografía de Olmedo (1880). 20 pp[8]
- Memoria sobre El Río y el Puerto de Guayaquil (1881). 34 pp[7]
- Nociones de los Derechos y Deberes del Ciudadano (1883).
- Biografía del Ilustre Ecuatoriano señor Don Vicente Rocafuerte (1884). 32 pp[9]
- Memoria sobre las Bibliotecas Públicas (1887).
- Reseña Histórica de la Inauguración de la Estatua de Olmedo (1893). 100 pp[10]

### Periódico
- El Federalista (1884)

### Traducciones
- Manual del Preceptor Primario (1844).
- La Ciencia del Buen Hombre Ricardo, por Benjamin Franklin. Precedida de un compendio de la vida del Autor (1879).
- La Declaración de los Derechos del Hombre. Su origen y sus Fundamentos (1888).

### Edición de sus obras
Obras, Pedro Carbo. Universidad de Guayaquil, 1983 - 402 páginas
1. El Concordato y el Concejo Cantonal de Guayaquil
2. La República y la Iglesia y Defensa de la Exposición del Concejo
3. Exclusión del doctor Gabriel García Moreno del Senado del Ecuador
4. Páginas de la Historia del Ecuador
5. Biografía de José Joaquín de Olmedo por Pedro Carbo
6. Estudio sobre el proyecto del Canal Interoceánico a través del Istmo
7. A fojas una desde 1881 Estudios y Conceptos
8. Mensaje del Jefe Supremo de la Provincia del Guayas
9. Biografía del ilustre ecuatoriano señor Don Vicente Rocafuerte
10. La declaración de los derechos del hombre su origen y sus fundamentos

## Legado

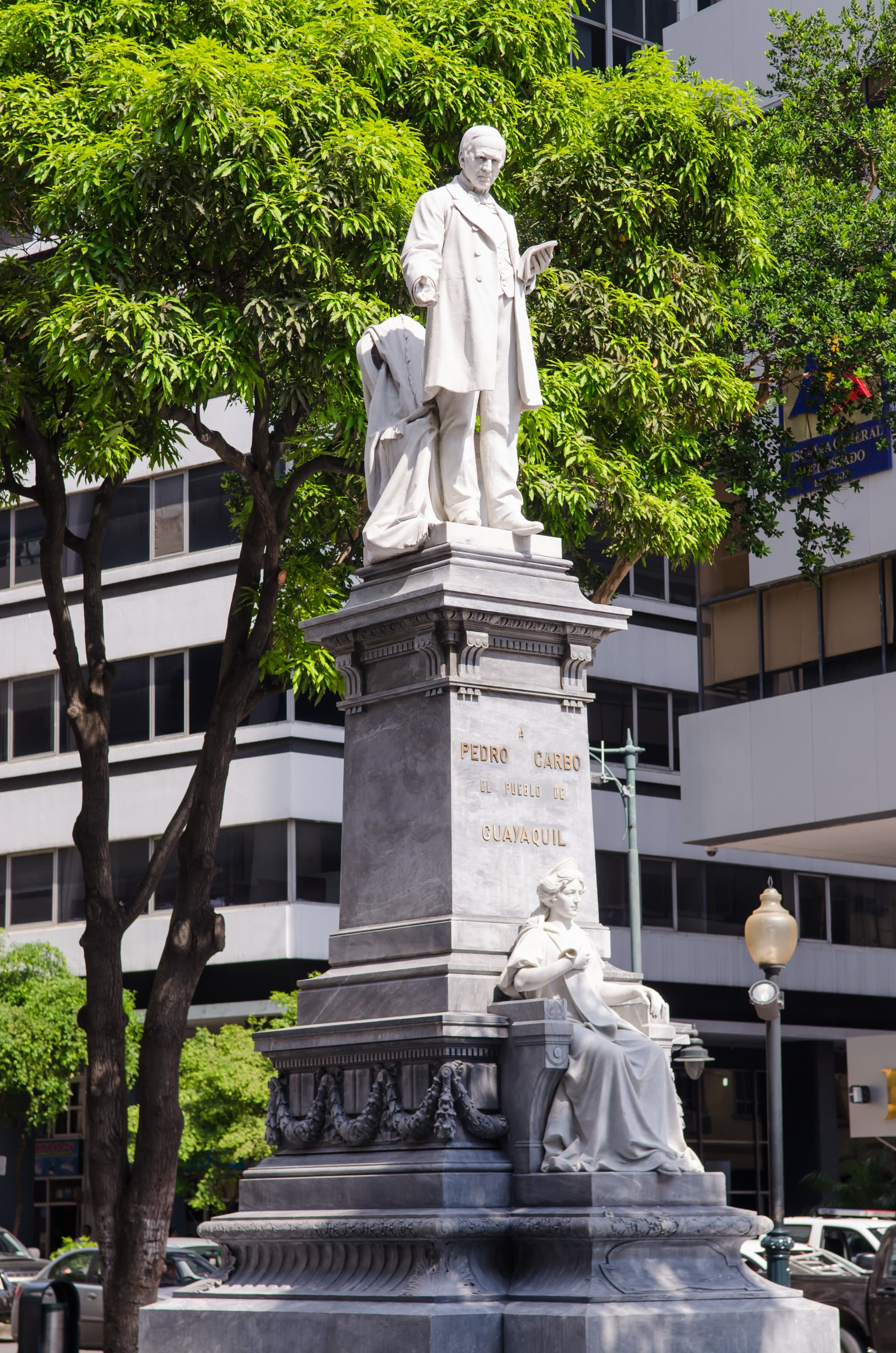
Monumento a Pedro Carbo en Guayaquil

Pedro Carbo fue uno de los políticos más importantes del siglo XIX. Fue el líder del Partido Liberal Radical Ecuatoriano y uno de los principales opositores al gobierno de Gabriel García Moreno, junto con Pedro Moncayo y Juan Montalvo. Sus escritos en defensa del laicismo son una muestra de su erudición y prudencia, evitando siempre tomar posiciones radicales y al mismo tiempo buscando soluciones prácticas con argumentos fundados. Influenciado tanto por la revolución de Estados Unidos como por la Revolución Francesa escribió importantes libros como sería la traducción de La Ciencia del Buen Hombre Ricardo, por Benjamin Franklin o el ensayo acerca de La Declaración de los Derechos del Hombre.

### Homenajes y distinciones
- En su honor, situado al noroeste de la provincia del Guayas, existe el cantón Pedro Carbo.

- En su homenaje existe con su nombre una calle en Guayaquil.[13]

- De la misma manera, en el Cantón Guayaquil, una de las parroquias urbanas lleva su nombre.

- Existe un monumento dedicado a su memoria en el Centro de Guayaquil.

- La Casona Universitaria de las calles Chimborazo y Chiriboga de la Universidad de Guayaquil lleva su nombre por ser su fundador.

## Sucesión
| Predecesor: José María Cucalón                          | Ministro de Relaciones Exteriores del Ecuador 9 de agosto de 1845 - 6 de septiembre de 1845 | Sucesor: José María Urbina                   |
| Predecesor: José García Moreno                          | Presidente del Consejo Municipal de Guayaquil 1862 - 1864                                   | Sucesor: Bartolomé Huerta                    |
| Predecesor: Nicolás Espinosa y Espinosa de los Monteros | Presidente de la Cámara del Senado de Ecuador 23 de agosto de 1867 - 5 de noviembre de 1867 | Sucesor: Manuel Angulo y Martínez de la Vega |